# Amiens

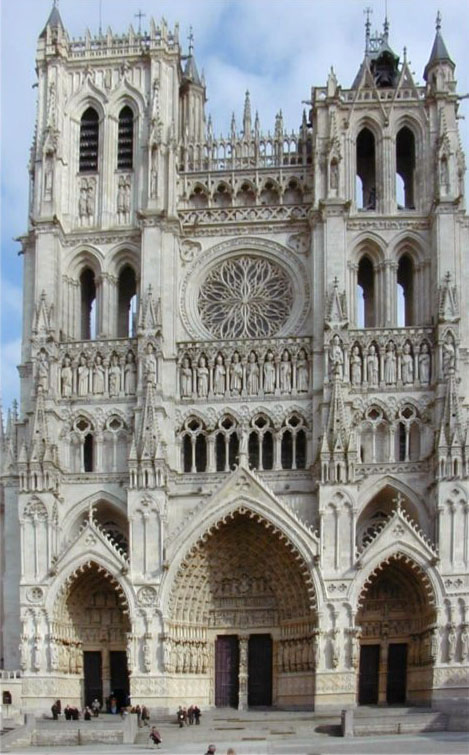
Katedralen i Amiens

Amiens är en stad och kommun i regionen Hauts-de-France i norra Frankrike och huvudort i departementet Somme. Staden ligger vid floden Somme, omkring 70 km från dess mynning.
Ortnamnet syftar på folket ambianerna, ambiani. Under romartiden hette samhället Samarobriva (galliska: briva "bro" och Samara "Somme", bron över Somme).
Orten införlivades 1185 med Frankrike. 27 mars 1802 slöt England och Frankrike där (freden i Amiens).
Vid Amiens utkämpades det första slaget mellan den nybildade franska nordarmén under Farre, 25 000 man stark, och den framryckande första tyska armén under Manteuffel med 8:e och delar av 1:a armékåren. Slaget slutade med att fransmännen vände tillbaka mot Arras och tyskarna besatte Amiens och intog citadellet, som var återstoden av stadens gamla befästningar. 
Staden äger många öppna platser samt flera märkvärdiga byggnader, däribland en praktfull höggotisk katedral (katedralen i Amiens) byggd 1220–1288, vilken räknas som världsarv. I staden finns även kyrkorna S:t Germain och S:t Remi (från 1400-talet). I staden finns även författaren Jules Vernes sista hem, som numera är ett museum.
Amiens har traditionellt varit en av Frankrikes viktigaste fabriks- och handelsstäder, och där tillverkas de så kallade Amiens-artiklarna: bomullssammet, kamlott, aleppotyg (alépine), piké och plysch, och andra ylle-, bomulls-, linne- och sidenvaror.

## Befolkningsutveckling
Antalet invånare i kommunen Amiens
| Referens: INSEE |

## Kända personer
- Emmanuel Macron
- Ansgar